# Euprosthenops proximus
Euprosthenops proximus là một loài nhện trong họ Pisauridae.
Loài này thuộc chi Euprosthenops. Euprosthenops proximus được Roger de Lessert miêu tả năm 1916.